# 阿尔法拉西
阿尔法拉西，是西班牙巴伦西亚自治区巴伦西亚省的一个市镇。总面积6平方公里，总人口1228人（2001年），人口密度205人/平方公里。